# Logická olympiáda

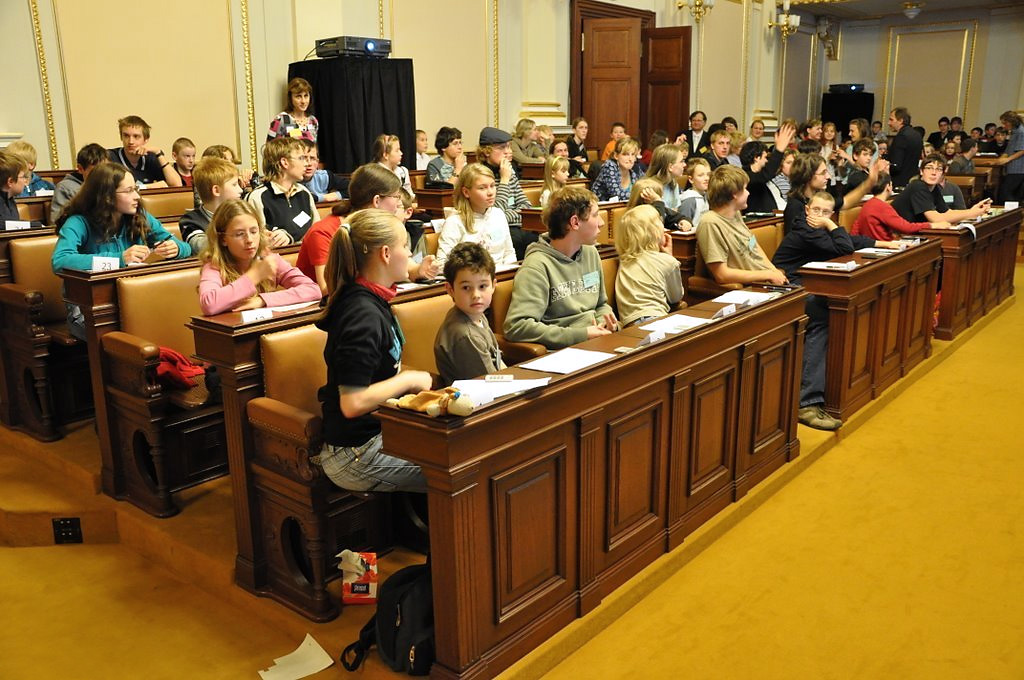
Finále Logické olympiády 2009

Logická olympiáda je soutěž pořádaná Mensou České republiky. Soutěž je založena na logických úlohách, jejichž řešení vyžaduje samostatný a kreativní přístup; naučené znalosti by neměly rozhodovat. Logická olympiáda je svým pojetím unikátní soutěží, protože se nejedná se o znalostní soutěž, ale o soutěž rozvíjející především schopnost samostatného logického uvažování. 
Soutěž je vyhlášena pro šest kategorií:
- Kategorie MŠ: předškoláci
- Kategorie A1: žáci 1. třídy základní školy
- Kategorie A2: žáci 2. třídy základní školy
- Kategorie A: žáci prvního stupně základních škol (3. – 5. třída).
- Kategorie B: žáci druhého stupně základních škol (6. – 9. třída a odpovídající ročníky víceletých gymnázií, tj. první dva ročníky u šestiletých gymnázií nebo první čtyři ročníky u osmiletých gymnázií).
- Kategorie C: studenti všech druhů středních škol, v případě víceletých gymnázií poslední 4 ročníky studia. Soutěže se mohou zúčastnit pouze studenti běžného denního studia SŠ (gymnázium, SŠ, učiliště, konzervatoř atd). Maximální věk studenta je omezen na 20 let.

Soutěž probíhá v několika kolech: Základní kolo řeší každý samostatně doma nebo ve škole u počítače. Pro kategorii MŠ byla do soutěže pilotně zařazena okresní kola ve vybraných okresech. Pro kategorie A, B a C se pořádají prezenční krajská kola ve všech krajských městech ve stejný den a účastní se jich 40–60 nejlepších řešitelů základních kol v každé kategorii. Do finále postupuje celkem 195 účastníků (65 za každou kategorii). Finále probíhalo od roku 2008 do 2011 v prostorách Poslanecké sněmovny Parlamentu ČR, od roku 2012 do 2021 v  Míčovně Pražského hradu a roku 2022 na Novotného lávce.
O úspěšnosti soutěže svědčí obrovský zájem škol a dětí. Počet soutěžících a počet zapojených škol: 
| Rok  | Kategorie                  | Počet soutěžících | Počet škol |
| ---- | -------------------------- | ----------------- | ---------- |
| 2023 | A, B, C, A1, A2, MŠ        | 101 295           | 3 986      |
| 2022 | A, B, C, A1, A2, MŠ        | 94 657            | 3 751      |
| 2021 | A, B, C, A1, A2, MŠ        | 75 237            | 3 286      |
| 2020 | A, B, C, A1, A2, MŠ        | 63 770            | 3 143      |
| 2019 | A, B, C, A1, A2, MŠ        | 71 208            | 3 249      |
| 2018 | A, B, C, A1, A2, MŠ        | 61 761            | 3 007      |
| 2017 | A, B, C, A1, MŠ            | 61 284            | 3 014      |
| 2016 | A, B, C, A1, MŠ            | 61 451            | 2 902      |
| 2015 | A, B, C, A1, MŠ            | 58 265            | 2 909      |
| 2014 | A, B, C                    | 49 035            | 2 056      |
| 2013 | A, B, C                    | 41 109            | 1 969      |
| 2012 | A, B, C                    | 32 190            | 1 660      |
| 2011 | A, B, C                    | 32 300            | 1 200      |
| 2010 | A, C                       | 15 000            | 900        |
| 2009 | A, C                       | 10 000            |            |
| 2008 | A jen Praha, Stř. kraj     | 4000              |            |
| 2008 | C jen Moravskoslezský kraj | 1500              |            |

## Harmonogram soutěže
- Registrace soutěžících a učitelů: 1. srpna  - 30. září
- Nominační kolo (soutěžící vyplní krátký on-line test) pro
  - kategorii A: žáci prvního stupně základních škol: 1. – 7. října,
  - kategorii B: žáci druhého stupně základních škol: 8. -  14. října a
  - kategorii C: studenti všech druhů středních škol: 15. – 21.  října
  - kategorii MŠ, A1, A2: 22. – 28.  října
- Krajská kola (prezenční forma): v pátek v prvním týdnu v listopadu
- Finále (prezenční forma): v pondělí v posledním týdnu v listopadu

## Výherci minulých ročníků
| Ročník | Kategorie A – 1. stupeň ZŠ                                     | Kategorie B – 2. stupeň ZŠ                               | Kategorie C – SŠ                                             |
| ------ | -------------------------------------------------------------- | -------------------------------------------------------- | ------------------------------------------------------------ |
| 2024   | Štefan Lupač, ZŠ a MŠ Horníkova 1, Brno                        | Jaroslav Pleticha, Gymnázium Chodovická, Praha 9         | Mikuláš Jandík, Gymnázium Christiana Dopplera, Praha 5       |
| 2023   | Daniel Čief, ZŠ Ke Kateřinkám 1400, Praha 4                    | Vít Přibyl, Gymnázium Špitálská, Praha 9                 | Richard Dobíšek, Mensa gymnázium, Praha 6                    |
| 2022   | Jan Rumánek, ZŠ Donovalská, Praha 4                            | Petr Karlík, Gymnázium Voděradská, Praha                 | Ondřej Chmelík, Církevní gymnázium, Plzeň                    |
| 2021   | Petr Beran, ZŠ Máj II, Miroslava Chlajna, České Budějovice     | Otakar Vítek, Gymnázium, třída Kapitána Jaroše, Brno     | Martin Dedek, Mensa gymnázium, Praha                         |
| 2020   | Jakub Pazdera, ZŠ a MŠ Křídlovická, Brno                       | Václav Verner, PORG - gymnázium a ZŠ, Praha              | Jakub Kislinger, Gymnázium Jaroslava Vrchlického, Klatovy    |
| 2019   | Jakub Pazdera, ZŠ a MŠ Křídlovická, Brno                       | Mikuláš Jandík, Gymnázium Christiana Dopplera, Praha     | Václav Trpišovský, Open Gate School, Babice                  |
| 2018   | Martin Bryja, ZŠ Úvoz 55, Brno                                 | Martin Kosprd, Gymnázium Havlíčkův Brod                  | Vilém Gutvald, Gymnázium Zikmunda Wintra, Rakovník           |
| 2017   | Leonard Oeding, ZŠ Jana Amose Komenského Karlovy Vary          | Matěj Ságl, Gymnázium Jihlava                            | Jakub Kislinger, Gymnázium Jaroslava Vrchlického, Klatovy    |
| 2016   | Radovan Šolle, Fakultní ZŠ Olomouc                             | Jan Brada, Církevní gymnázium, Plzeň                     | Jan Petr, Gymnázium Jana Keplera, Praha 6                    |
| 2015   | Martin Reichl, ZŠ a MŠ Chodov                                  | Václav Trpišovský, Open Gate School Říčany               | Ondřej Motlíček, Gymnázium Šumperk                           |
| 2014   | Štěpán Navrátil, Fakultní ZŠ Olomouc                           | Václav Trpišovský, Open Gate School Říčany               | Pavel Hudec, Gymnázium Jiřího Gutha-Jarkovského Praha 1      |
| 2013   | Martin Dedek, Soukromá základní škola Cesta k úspěchu, Praha 6 | Pavel Hudec, Gymnázium Jiřího Gutha-Jarkovského, Praha 1 | Ondřej Motlíček, Gymnázium Masarykovo náměstí 8, Šumperk     |
| 2012   | Jan Brada, 14. ZŠ Zábělská 25, Plzeň                           | Ondřej Motlíček, Gymnázium Masarykovo náměstí 8, Šumperk | Jiří Guth, Gymnázium Jírovcova 8, České Budějovice           |
| 2011   | Nora Prokešová, ZŠ Dukelských hrdinů, Karlovy Vary             | Filip Bialas, Gymnázium Opatov, Praha 4                  | Radek Knapčok Gymnázium dr. Václava Šmejkala, Ústí nad Labem |
| 2010   | Filip Brukner, ZŠ Velvarská, Kladno                            | N/A                                                      | Marek Michl, Gymnázium Žitavská, Česká Lípa                  |
| 2009   | Roman Walica, ZŠ Vendryně                                      | N/A                                                      | Jakub Valtar, Jiráskovo gymnázium, Náchod                    |
| 2008   | David Tvrdý ZŠ Uhelný trh, Praha 1                             | N/A                                                      | N/A                                                          |